# George Jefferson
George Jefferson (George Gordon Jefferson; * 28. Februar 1910 in Inglewood; † 13. Februar 1996 in Ventura, Kalifornien) war ein US-amerikanischer Stabhochspringer.
1931 und 1932 wurde er Dritter bei der US-Meisterschaft.
Bei den Olympischen Spielen 1932 in Los Angeles gewann er mit 4,20 m die Bronzemedaille hinter seinem Landsmann Bill Miller (4,315 m) und dem Japaner Shūhei Nishida (4,30 m).